# 다누쉬

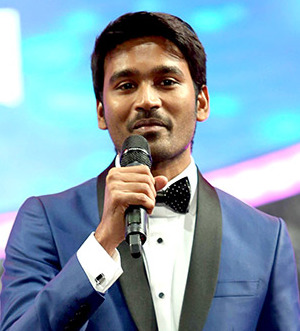

벤카테쉬 쁘라부(1983년 7월 28일 ~ , 예명:Dhanush)는 인도의 영화 배우, 영화 감독, 영화 프로듀서, 작가, 작사가, 그리고 플레이 백 싱어로 타밀영화에서 잘 알려져 있다.
Dhanush 의 첫 데뷔영화는 2002년에 개봉한 아버지 Kasthuri Raja의 Thulluvadho Ilamai라는 성장영화이다. 십년간 다누쉬는 25개가 넘는 영화에 출연하였다. 다누쉬는 Aadukalam(2010)에서의 연기로 제 58회 네셔널 필름 어워드에서 최고 남배우상을 받았다. 2011년에는 인도 음악 영상 중 처음으로 유투브 재생수가 1억을 돌파한 인기 노래 'Why this Kolaveri Di'를 통해 세계적인 관심을 불러일으켰다.. 다누쉬는 그의 영화사 'Wunderbar Films'에서 영화를 생산한다. 그는 3개의 네셔널 필름 어워드 상과 7개의 필름페어 어워드 상을 받았다.

## 일생
타밀 영화 감독이자 프로듀서인 Kasthuri Raja 밑에 태어난 다누쉬는 감독인 형 Selvaraghavan의 압박으로 연기를 시작했다. 다누쉬는 2004년 11월 18일 Rajinikanth의 딸 Aishwarya와 결혼하였다. 그들에게는 두 아들 야뜨라(2006년생 )와 링가(2010년생)가 있다. 다누쉬는 Thai Sathiya Matriculation 고등학교에서 공부하였다.

## 연기 경력

### 2002-14
Dhanush는 비평가들과 대중으로부터 호평을 받은  Kasthuri Raja 감독의  Thulluvadho Ilamai 에서 데뷔를 한다. 그다음에는 그의 형 Selvaraghavan의 첫번째 영화, 'Kadhal Kondein'에 나타났다. 영화에서의 다누쉬는 자신의 친구의 애인을 동경하는 정신적 장애를 가지고 있는 청년, Vinodh 역을 맡았다.  극중 Vinodh는 결국 그녀를 사로잡는다. 개봉 시 영화는 큰 호평을 받았으며 상업적으로도 크게 성공하였다. 그가 2003년에 개봉한 두번째 작품은 Thiruda Thirudi이다.
Dhanush는 Pudhukottaiyilirundhu Saravanan 및 Ramana의 Sullan에 출연하였다. 나중에 그는 Dreams라는 다른 영화에 나왔다가 비평가로부터 혹평을 받았다. 그 영화는 이전 영화와 마찬가지로 그의 아버지가 감독한 것이었다. 2005년, Dhanush는 Devathaiyai Kanden에 등장한다. 이 영화는 나중에 텔루구 어로 더빙이 되었고, 같은 해에 그는 Balu Mahendra의 Adhu Oru Kana Kaalam에서 연기하였다.
Pudhupettai 는 Dhanush와 그의 형이 재결합하게 하였다. Dhanush의 연기는 비평가들에 의해 칭찬받았다. 텔루구로 더빙한 버전의 제목은 'Dhoolpet'이다.  Dhanush는 Shriya Saran과 Thiruvilayadal Arambam 에서 연기를 한 후 스타 연예인이 되었다.
Dhanush 의 2007년 첫 작품, Parattai Engira Azhagu 는 잘나가지 못하였다. 이 영화는 카나다 어로 된 영화 'Jogi'를 리메이크한 영화였다. 그의 두번째 영화  Polladhavan는 2007년 디왈리 시즌에 개봉하였다. Polladhavan는 1948년 이탈리아 신사실주의 영화 The Bicycle Thieves를 바탕으로 하였으며 Dhanush의 연기의 진가를 인정받았다.
그의 형이 감독한 텔루구 영화의 리메이크는 리메이크의 텔루구어 영화는 Mithran Jawahar가 감독하는 Dhanush의 다음 영화의 줄거리를 형성한다. 영화의 제목은 Yaaradi Nee Mohini이다. Dhanush는 나중에 그의 장인어른 Rajinikanth의 Kuselan에서 카메오로 출연하기도 한다. 그의 차기작은 2009년 1월에 개봉한  Siraj의 Padikathavan이다. 그의 다음 두 작품 Kutty와 Uthama Puthiran는 Mithran Jawahar 감독과 함께 한 작품이다.

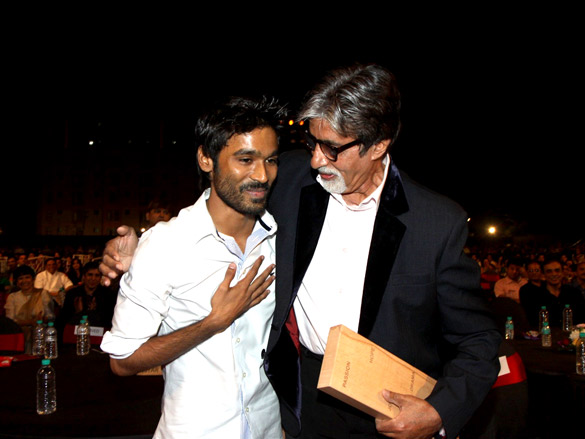
빅 스타 엔터테이먼트 어워드에서 아미다 밧찬과 함께 있는 다누쉬 (2012)

### 2011–현재
Dhanush의 2011년 첫 영화는 3년 간 촬영하고, Vetrimaran과 두번째로 공동 작업한 Aadukalam이다. 이 영화에서 Dhanush는 지역 닭싸움 주최자로 나오며 영화 제작하는 동안 벤처를 그의 '꿈 프로젝트'라고 말한다. 이 영화는 크게 긍정적인 평가를 받았고, 제 58회 네셔널 필름 어워드에서 Dhanush가 받은 남우주연상을 포함하여 6개의 상을 수상하였고, Dhanush는 이 상을 받음으로써 최연소 수상자가 되었다. Dhanush는 Subramania Siva의 Seedan에 찬조 출연하기도 하였다.  그의 다음 두 벤처는 액션 마살라 영화로, 1989년 그의 장인어른 작품을 리메이크한 Mappillai과 호불호가 갈렸으나 상업적인 성공을 거둔 Hari의 Venghai이다.
Dhanush의 다음 영화 Mayakkam Enna에서 그는 또다시 그의 형과 공동작업을 하였고, 리차 강고파디아이를 캐스팅하였다. 이 영화 역시 크게 긍정적인 평가를 받았다.  2012년에는 Shruti Haasan과 Dhanush의 아내 Aishwarya Rajinikanth가 감독한 '3(Moonu)'에 출연하였다. 이 영화는 수록곡 중 하나인 Why this Kolaveri Di  덕에 성공을 거두었다. 2013년에는 Maryan에서 Parvathi Menon의 상대 역을 맡았다. 영화 평론가로부터 큰 칭찬을 받았으나 평균이상의 흥행 수익을 얻었다. 그의 다음 작품은 A.Sarkunam의 Naiyaandi인데, 이 영화는 크게 흥행하지 못하였다.
2014년 첫 작품은 Velraj 감독의 Velaiyilla Pattathari이다. 그 다음 작품은 2015년에 개봉한 Shamitabh(R. Balki 감독)로 그의 2번째 힌디 영화이다. 이 영화는 새로운 컨셉으로 칭찬을 받고, 긍적적인 평가를 받았으나 박스오피스에 실패하였다. 그의 다음 작은 심리 스릴러물 Anegan(KV Anand감독)으로 긍정적인 평가와 함께 박스오피스 성공에 이르렀다.
Dhanush의 다음 작품은 액션 코미디 영화 'Marri'로, Kajal Aggarwal, Robo Shankar와 Vijay Yesudas함께 연기하였다. Balaji Mohan가 감독하고 Anirudh가 음악 작곡에 참여한 이 영화는 2015년 7월 17일 전세계적으로 개봉되었다. 그는 Velraj와 Samantha, Amy Jackson, KS Ravikumar, 그리고 Raadhika Sarathkumar가 감독한  Thanga Magan 에 출연하였다. 또한 Dhanush는 그의 첫 국제적인 영화 The Extraordinary Journey Of The Fakir Who Got Trapped In An Ikea Cupboard(Marjane Satrapi 감독)에도 등장하기로 계약하기도 하였다.

## 음악
Dhanush는 때때로 그의 영화를 위해 음반을 내기도 한다. 그는 Yuvan Shankar Raja가 작곡한 Pudhukottaiyilirundhu Saravanan의 플레이백 싱어로 활동하고, Dhanush의 형 Selvaraghavan가 감독한 Pudhupettai에서 함께 작업하기도 한다. 그는 그의 형의 영화 Aayirathil Oruvan 와 Mayakkam Enna의 수록곡 몇 곡을 부르기도 하였으며 전자에서는 아내 Aishwarya Rajinikanth와 함께 작업하였다.
"Why this Kolaveri Di"는 Aishwarya Dhanush 감독의 데뷔 영화 "3(Moonu)" 속 노래 중 하나로 2011년 유투브에 공개되었다. 이 노래는 인도에서 가장 많이 검색된 노래가 되었다. Anirudh Ravichander는 이 영화 노래의 작곡을 맡았고, Dhanush는 대부분 노래의 작사를 맡았다.

## 그 외 활동
Dhanush는 PETA의 브랜드 대표였으며 2011년 인도에서 가장 핫한 채식주의 유명인사로 지명되었다. Dhanush는 2012년 지구의 시간을 후원하기 위해  WWF India와 일을 하기도 하였다. 2013년 8월에 다누쉬는 Perfetti India Ltd.의 Center Fresh 츄잉 껌 홍보대사로 활동하기도 하였다.

## 필모그래피 및 수상
Dhanush는 네셔널 필름 어워드, 필름페어 어워드, 그리고 비제이 어워드 수상식에서 수상을 하거나 추천을 받았다.